# Rocco Caligiuri
(Caligiuri quando gli fu comunicata la necessità di amputargli la gamba sinistra)
Rocco Aquilino Caligiuri (Oppido Mamertina, 18 gennaio 1950 – Roma, 23 giugno 2013) è stato un rugbista a 15 italiano, attivo nei ruoli di estremo e di mediano d'apertura.

## Biografia
Calabrese di origine, ma cresciuto fin da piccolo nella Capitale insieme a 8 fratelli, inizialmente dedito al calcio, a 14 anni si presentò a una selezione di giovani leve solo allo scopo di ottenere l'equipaggiamento sportivo gratis.
Dotato di un tiro di sinistro potente, passò quasi subito al rugby.
Militò quindi nel Rugby Roma dal 1965 al 1980 e fu convocato per la prima volta in Nazionale nel 1969 contro un XV francese; a lui è legata una delle più spettacolari imprese della squadra azzurra: l'11 luglio 1973, all'Ellis Park di Johannesburg, durante un test match contro la rappresentativa provinciale del Transvaal, Caligiuri realizzò per la prima volta nella storia del rugby internazionale tre drop goal .
Smessa l'attività agonistica, si dedicò alla ristorazione; divenne proprietario di diversi locali di successo a Roma e, in società con Diego Domínguez, estese la sua attività anche a Parigi.
A causa di problemi circolatori dovette subire nel 2011 l'amputazione della gamba sinistra, e nel giugno del 2013 morì a causa di complicazioni .